# Kostel svatého Václava (Letovice)
Kostel svatého Václava v Letovicích je římskokatolický kostel zasvěcený sv. Václavovi. Je klášterním kostelem kláštera milosrdných bratří, jenž spadá pod Hospitálský řád sv. Jana z Boha. Spolu s klášterem je chráněn jako kulturní památka.

## Historie

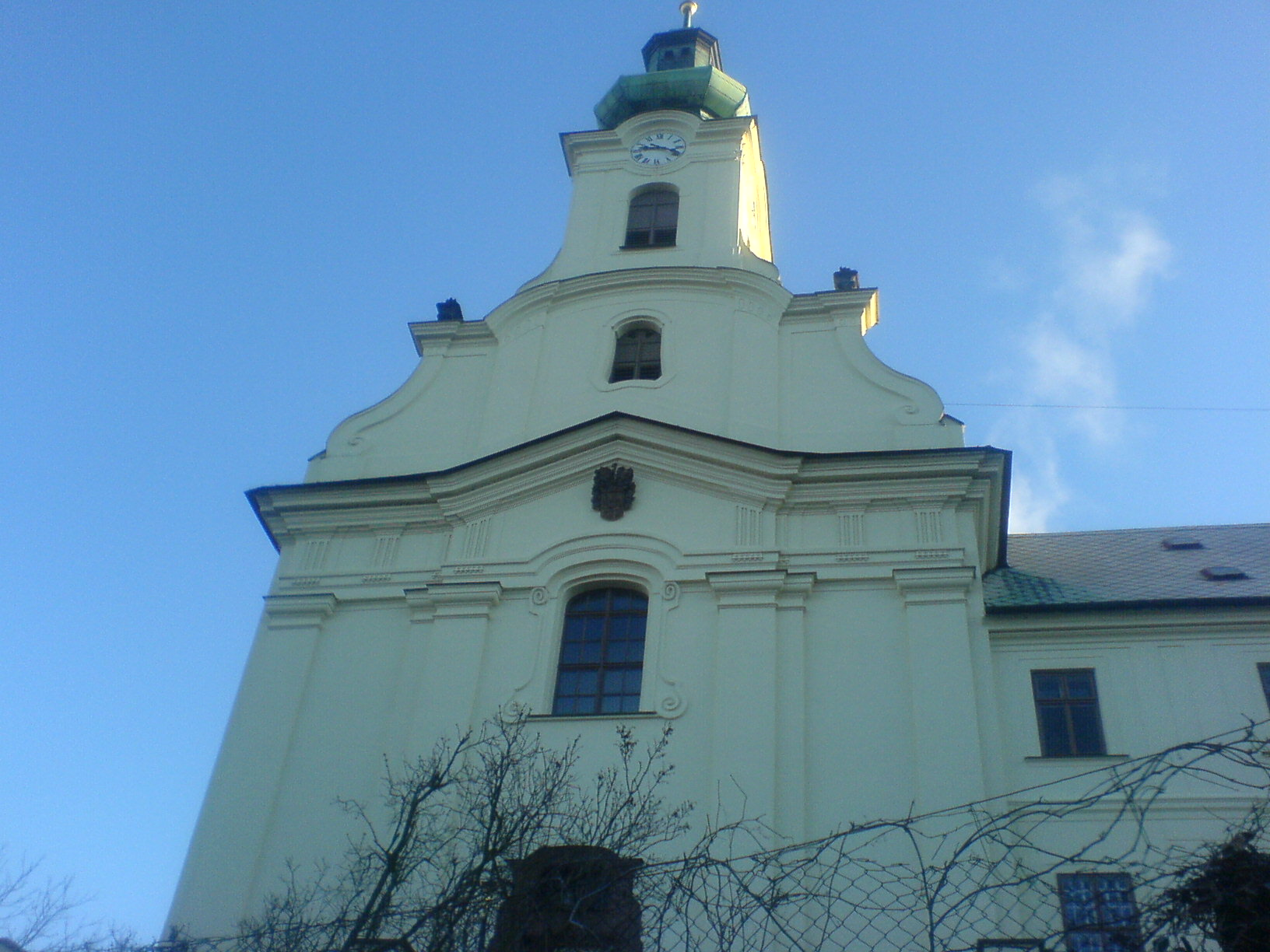
Pohled na kostel

Stavba barokního kostela probíhala v letech 1751–1773. Roku 1774 byl kostel slavnostně vysvěcen. V roce 1930 byla v kostele položena nová podlaha a interiér kostela by nově vymalován. Dne 29. srpna 1932 uhodil do kostelní věže blesk, čímž ji poškodil. O rok později byla věž opravena. Roku 1997 instaloval v kostele brněnský řezbář Jiří Netík křížovou cestu.

## Vybavení
V kostele se nachází hlavní oltář s oltářním obrazem sv. Václava a boční oltáře. Jejich konečná podoba pochází z roku 1820. Na kůru jsou varhany z roku 1917, kdy nahradily ty původní.

### Zvony
Původně byly ve věži klášterního kostela dva zvony, o kterých nejsou žádné podrobnosti. V roce 1895 byly pořízeny tři nové zvony:
1. průměr 64 cm, reliéf sv. Václava a sv. Jana z Boha, nápis Gewidmet von Johann Roscht +1895
2. průměr 55 cm, reliéf sv. Barbory s sv. Jana Nepomuckého
3. průměr 44 cm, reliéf sv. Trojice

První dva zvony byly za první světové války zabaveny. Třetí zůstal ve věži až do roku 1929, kdy byl prodán. Peníze z jeho prodeje se přidaly k milodarům farníků a posloužily k nákupu tří nových zvonů, jež byly svým laděním přizpůsobeny zvonům kostela sv. Prokopa. Byly to zvony:
1. Sv. Václav, reliéf sv. Václava s nápisem Sv. Václave, nedej zahynout nám ni budoucím. a P. Marie s nápisem Svatá Maria, oroduj za nás. Hmotnost 360 kg, průměr 83 cm, ladění d’ a výšku 73 cm.
2. Jan z Boha, reliéf sv. Jana z Boha a sv. Josefa. Hmotnost 260 kg, průměr 74, ladění c2 a výšku 65 cm.
3. Sv. Archanděl Rafael, reliéf anděla a sv. Jana Nepomuckého. Hmotnost 160 kg, průměr 66 cm, ladění d2 a výšku 56 cm.

Za druhé světové války Němci zvony zabavili a odvezli do Hamburku. Další zvony byly ulity v roce 1969. Jsou to:
1. Sv. Václav, hmotnost 332,4 kg, průměr 86 cm a laděn v a1+1
2. Jan z Boha, hmotnost 238, průměr 75 cm a laděn v c2−0,5
3. Sv. Archanděl Rafael, hmotnost 180kg, průměr 66,8 cm a laděn v d2+1[4]